# Cirrhorheuma trossula
Cirrhorheuma trossula är en fjärilsart som beskrevs av Paul Dognin 1901. Cirrhorheuma trossula ingår i släktet Cirrhorheuma och familjen mätare. Inga underarter finns listade i Catalogue of Life.